# 跨河鐵路
跨河鐵路（英語：Cross River Rail）是澳洲布里斯本興建中的地下鐵路項目，項目包括一條由達頓公園站至寶雲山站長10.2公里的新鐵路線及興建四個新車站（Boggo Road, Woolloongabba, Albert Street 及 Roma Street），並將在布里斯本中心商業區和布里斯本河下方興建一條長5.9公里的隧道，連接昆士蘭鐵路現有的城市列車網絡。
工程項目於2017年9月開展，隧道工程於2021年完成，而整個項目預計於2024年完工，並於2025年開始營運。

## 外部連結
- 官方网站